# Alexander Duncker

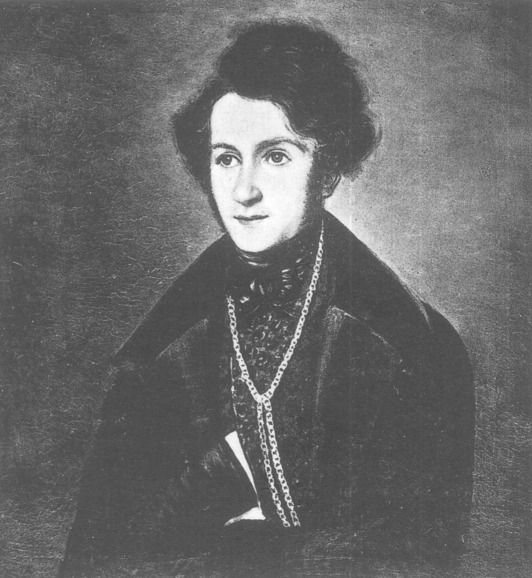
Alexander Duncker

Alexander Friedrich Wilhelm Duncker, född 18 februari 1813 i Berlin, död där 23 augusti 1897, var en tysk förläggare och bokhandlare. Han var son till Carl Friedrich Wilhelm Duncker och bror till Maximilian och Franz Duncker.
Duncker övertog 1837 faderns sortimentsbokhandel, men sålde den 1860 för att odelat ägna sig åt förläggandet av konstverk. Han utgav bland annat Wilhelm von Kaulbachs fresker i Berlins Neues Museum. Som lantvärnsofficer deltog han år 1864, 1866 och 1870–1871 års krig. 
Hans dotter Dora Duncker (1855–1916) gjorde sig känd som dramatiker och novellförfattare.